# Fleves
Fleves (en griego: Φλέβες, en griego antiguo: Φαῦρα, romanizado: Faura, en latín: Phaura) es el nombre que recibe una isla del país europeo de Grecia que hace parte de las Islas Sarónicas en el Mar Egeo en las coordenadas geográficas 37°46′05″N 23°45′40″E / 37.76806, 23.76111, posee 1,4 kilómetros cuadrados de superficie, mide 1,55 km de largo por 1,4 km de ancho y alcanza una altura máxima de 65 metros. Administrativamente está integrado en la Periferia de Ática. Se encuentra totalmente deshabitada.